# ヴィスワ

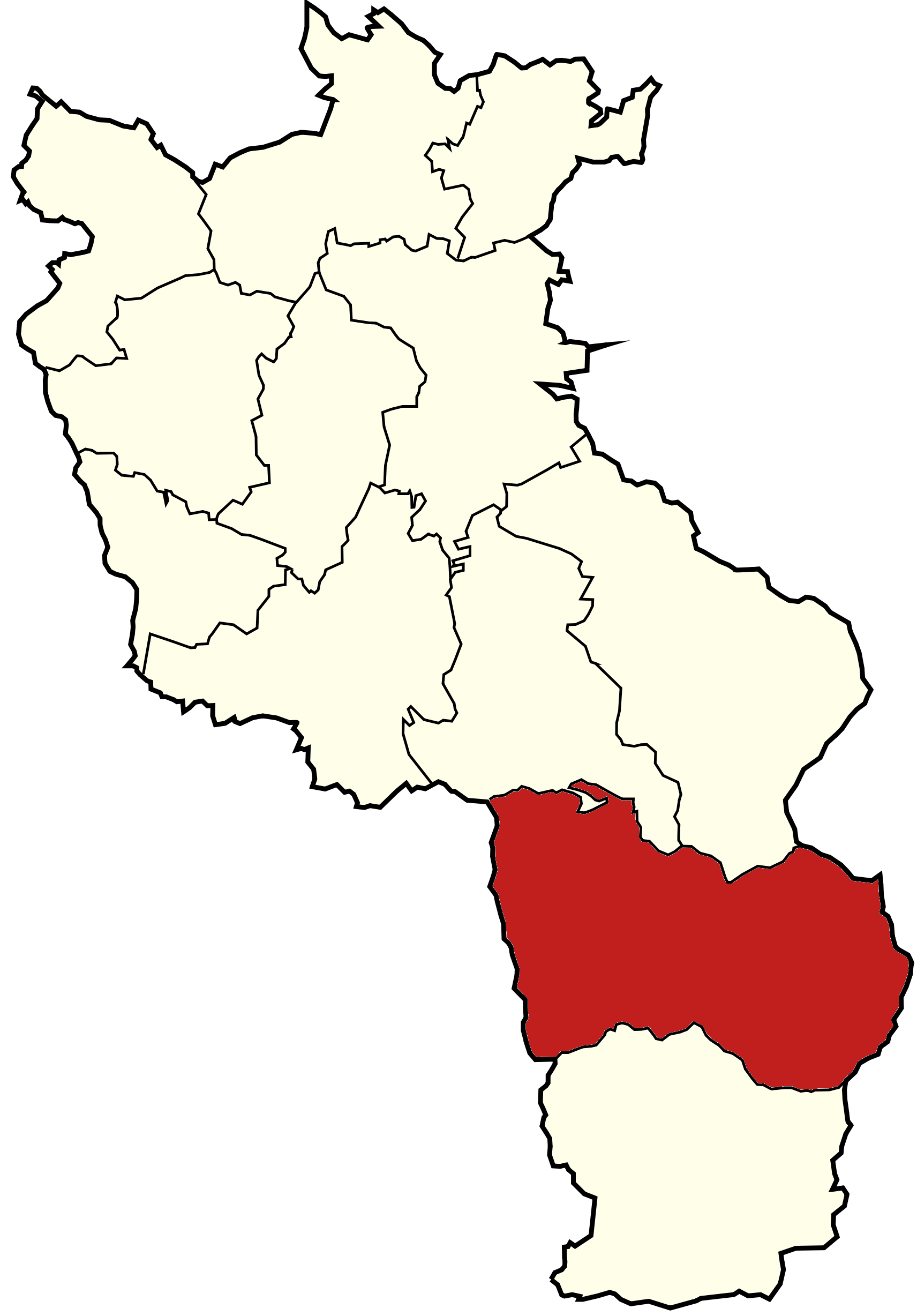
チェシン郡内のヴィスワの位置

ヴィスワ（ポーランド語: Wisła [ˈviswa] ( 音声ファイル)、ドイツ語: Weichsel [ˈva͜iksl̩]、チェコ語: Visla）は、ポーランド、シロンスク県チェシン郡の都市。クラクフの南西約90km、カトヴィツェの南約70kmに位置し、西側でチェコ共和国のフリーデク＝ミーステク郡と国境を接する。またベスキディ山脈の西端ヴィスワ川の源流部に位置し面積は110.26平方キロメートル、人口は11,132人（2019年）。
ヴィスワはポーランドを代表するスキージャンプ選手アダム・マリシュの出身地として知られる。ヴィスワ中央ジャンプ台（HS42）、2008年に改修されたヴィスワマリンカジャンプ台（HS134）などが整備され、またクロスカントリースキーコースやアルペンスキーのコースなどもあり合宿地や夏の登山の拠点としても知られている。